# Alamata
Alamata è un centro abitato dell'Etiopia, situato nella Regione dei Tigrè.